# Montserrat Figueras
Montserrat Figueras (Barcelona, 15 maart 1942 – Cerdanyola del Vallès, 23 november 2011) was een sopraan gespecialiseerd in oude muziek.
Figueras begon haar studie zangtechnieken in 1966. In 1974 richt Figueras samen met Jordi Savall, haar man sinds 1968, het ensemble Hespèrion XX op (met ingang van de 21ste eeuw hernoemd naar Hespèrion XXI). Later richtte het echtpaar nog twee ensembles op: La Capella Reial de Catalunya en Le Concert des Nations. Het echtpaar trad regelmatig op met hun kinderen Arianna en Ferran.

## Discografie

### Albums
| Album met eventuele hitnotering(en) in de Nederlandse Album Top 100 | Datum van verschijnen | Datum van binnenkomst | Hoogste positie | Aantal weken | Opmerkingen |
| ------------------------------------------------------------------- | --------------------- | --------------------- | --------------- | ------------ | ----------- |
| La voix de l'emotion - The voice of emotion                         | 1997                  | 25-02-2012            | 69              | 1            |             |

| Album met hitnotering(en) in de Vlaamse Ultratop 200 albums | Datum van verschijnen | Datum van binnenkomst | Hoogste positie | Aantal weken | Opmerkingen                                    |
| ----------------------------------------------------------- | --------------------- | --------------------- | --------------- | ------------ | ---------------------------------------------- |
| Mare nostrum                                                | 2012                  | 19-05-2012            | 199             | 1            | met Lior Elmaleh, Hespèrion XXI & Jordi Savall |